# Bourg-l’Évêque
Bourg-l’Évêque ist eine französische Gemeinde mit 236 Einwohnern (Stand: 1. Januar 2022) im Kanton Segré-en-Anjou Bleu im Arrondissement Segré im Département Maine-et-Loire und in der Region Pays de la Loire. Die Einwohner werden èpiscopaliens genannt.

## Geografie
Bourg-l’Évêque liegt etwa 50 Kilometer nordöstlich von Angers in der Segréen. Umgeben wird Bourg-l’Évêque von den Nachbargemeinden Ombrée d’Anjou im Norden, Süden und Westen sowie Bouillé-Ménard im Osten.

## Bevölkerungsentwicklung
| 1962                       | 1968 | 1975 | 1982 | 1990 | 1999 | 2006 | 2018 |
| -------------------------- | ---- | ---- | ---- | ---- | ---- | ---- | ---- |
| 353                        | 319  | 255  | 207  | 198  | 214  | 211  | 245  |
| Quellen: Cassini und INSEE |      |      |      |      |      |      |      |

## Sehenswürdigkeiten

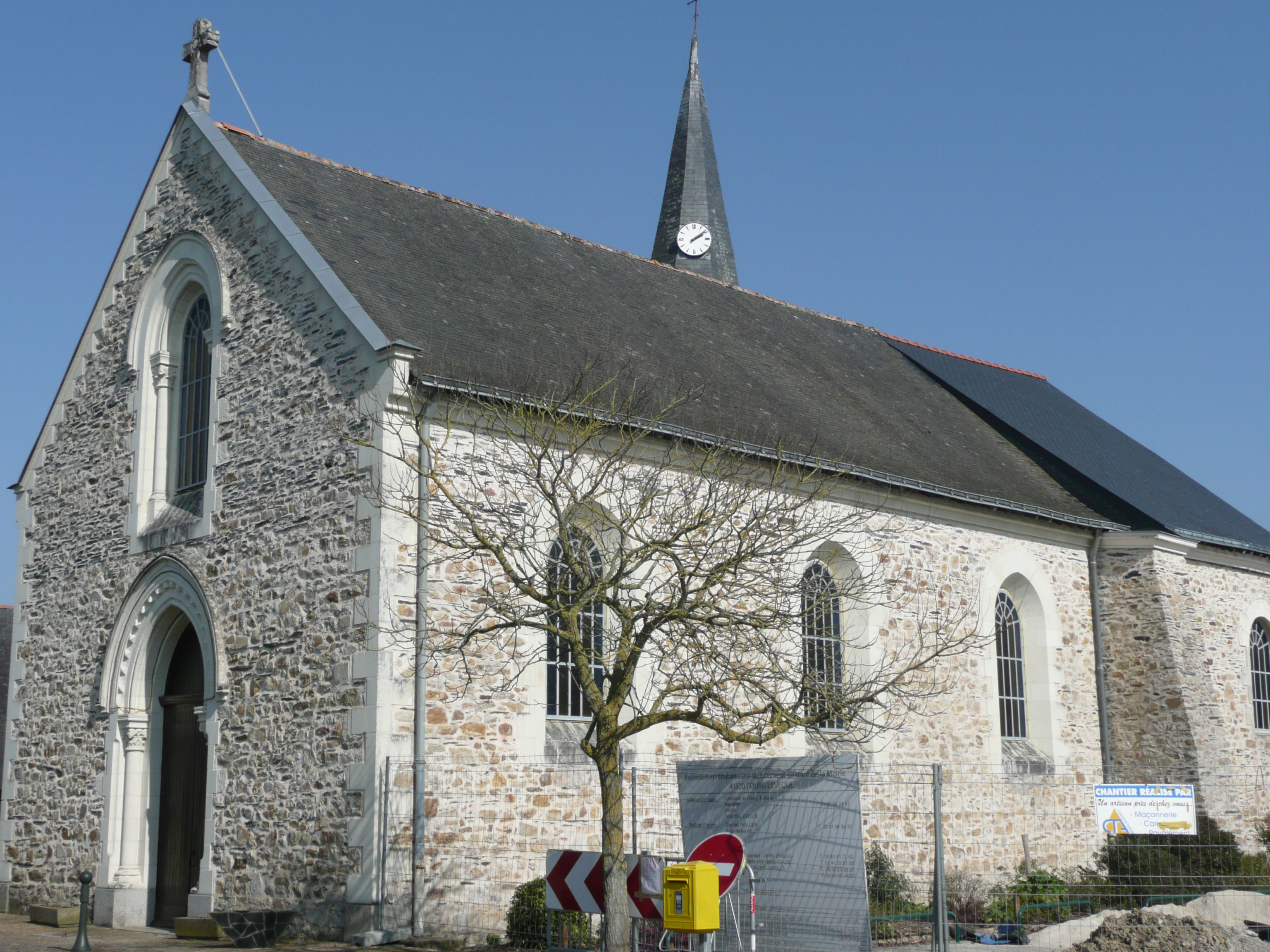
Kirche

- Kirche St-Jacques-St-Philippe